# Incontro nell'ultimo paradiso
Incontro nell'ultimo paradiso è un film del 1982, diretto da Umberto Lenzi.

## Trama
Ringo e Butch, giovani americani che intendono esplorare la foresta della Repubblica Dominicana, affittano una barca e s'avventurano su un grande fiume. Smarrita la rotta, dopo essere finiti in una rapida, vengono catturati da una tribù d'indigeni, che viene poi attaccata da alcuni avventurieri in cerca di rubini. Mettendosi in salvo con Susan, una ragazza bionda cresciuta nella giungla fin da bambina a causa d'un incidente aereo. Ringo trova poi un vecchio e semidistrutto elicottero, appartenuto ai genitori di Susan, e riesce a ripararlo. Aiutati gli indigeni a scacciare i violenti avventurieri, partono per gli Stati Uniti insieme a Susan, della quale Butch s'è innamorato, con i rubini sottratti ai criminali.